# Maria Janitschek

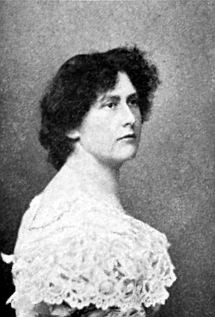
Maria Janitschek 1898

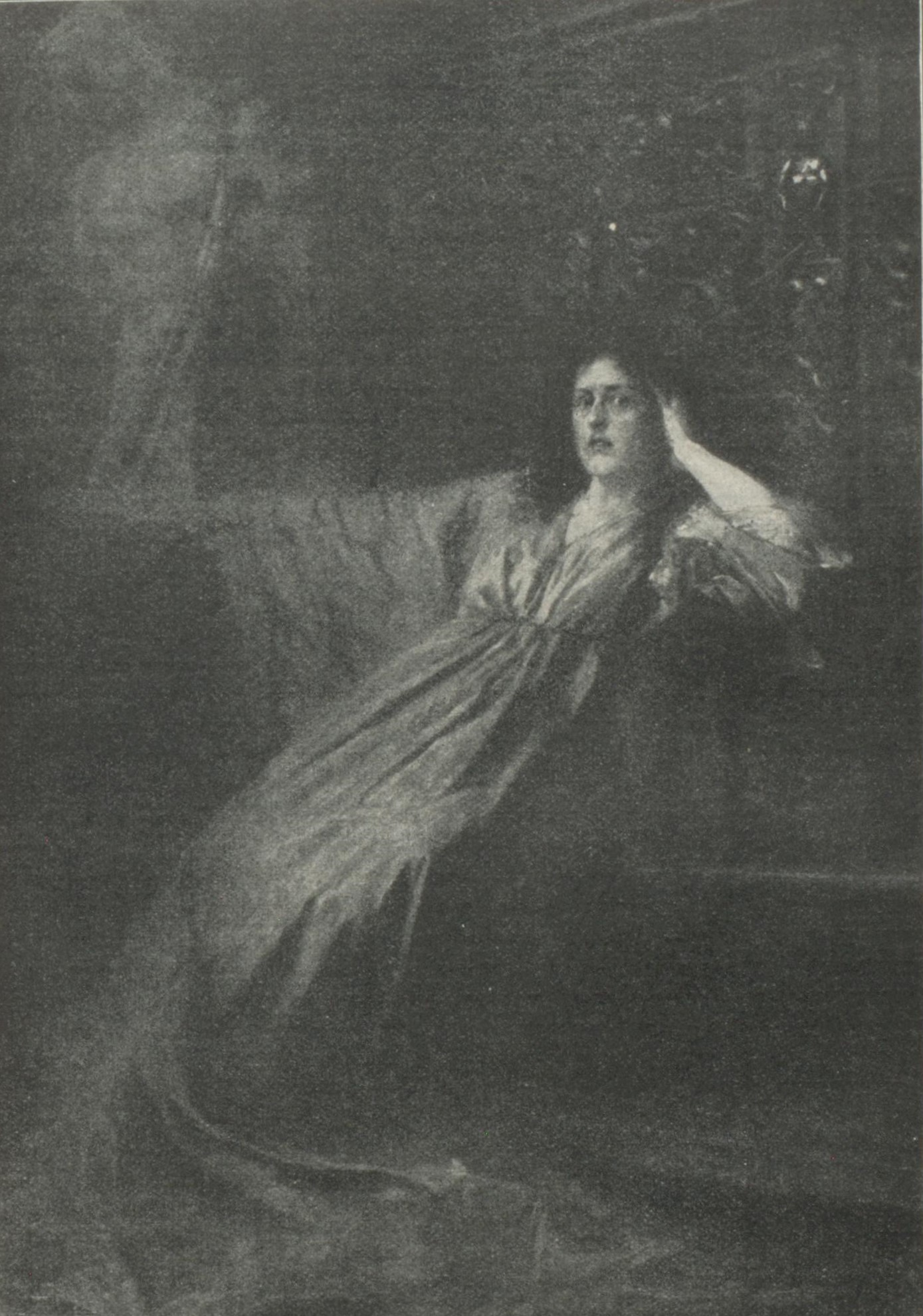
Georg Ludwig Meyn: Maria Janitschek

Maria Janitschek, geborene Tölk (* 22. Juli 1859 in Mödling, Kaisertum Österreich; † 28. April 1927 in München) war eine deutsche Schriftstellerin österreichischer Herkunft. Sie schrieb zunächst unter dem Pseudonym Marius Stein.

## Leben
Maria Janitschek, uneheliches Kind der aus einer Offiziersfamilie stammenden Anna Tölk, wuchs unter ärmlichen Bedingungen auf. Ihre Ausbildung machte sie teilweise in einer ungarischen Klosterschule. Als sie 19 Jahre alt war, zog sie mit ihrer Mutter nach Graz, wo sie unter dem Pseudonym Marius Stein erstmals eine journalistische Tätigkeit ausübte. Die Zeitungen Moderne Dichtung und Wiener Rundschau gehörten zu ihren Arbeitgebern. Im Alter von 23 Jahren heiratete sie Hubert Janitschek, Professor für Kunstgeschichte. Beide lebten in Straßburg und Leipzig. 1893 starb ihr Ehemann, worauf sie nach Berlin und später nach München übersiedelte.

## Künstlerisches Schaffen
Die ersten Bücher, die sie veröffentlichte, waren Gedichtanthologien und Novellensammlungen. Dass sie sich sehr gut mit den Interessen der bürgerlichen Frauenbewegung identifizieren konnte, kann man der Themenwahl ihrer Werke entnehmen: Die Art und Weise, wie sie die Liebes- und Eheprobleme der Frauen ihrer Zeit verarbeitete, wurde damals als äußerst freizügig empfunden. 1889 erschien ihr erster Gedichtband, Irdische und unirdische Träume, in dem auch das heftig kritisierte Gedicht 'Ein modernes Weib' enthalten war. 1909 wurde ihre Novellensammlung Die neue Eva in Deutschland verboten.
Émile Zola, Henrik Ibsen und Leo Tolstoi hatten in ihren Augen Vorbildcharakter, literarisch muss man sie jedoch dem Symbolismus zuordnen. Sie hatte ein Faible für starke Frauenfiguren, die zu gnadenlosen Rächerinnen werden, sobald ihnen Unrecht angetan wird. In ihren epischen Werken ging sie vordergründig dem Dualismus zwischen der sinnlich und seelisch ausgerichteten Seite im Menschen nach.

## Werk (Auswahl)
- Legenden und Geschichten, Berlin/Stuttgart 1885 Digitalisat
- Irdische und unirdische Träume, ? 1889
- Aus der Schmiede des Lebens, Erzählungen, Berlin 1891 Digitalisat
- Lichthungrige Leute, Novellen, Dresden/Leipzig 1892 Digitalisat
- Atlas, Novelle, Berlin 1893 Digitalisat
- Buch der Freiheit, Anthologie, Hrsg. Karl Henckell (enth. u. a. Texte von Maria Janitschek), Berlin 1893
- Pfadsucher. Vier Novellen, Berlin 1894 Digitalisat
- Gott hat es gewollt. Aus dem Leben eines russischen Priesters, Leipzig 1985 Digitalisat
- Im Sommerwind, Gedichte, Leipzig 18 95 Digitalisat
- Lilienzauber, Leipzig 1895 Digitalisat (Neuauflage 2015, ISBN 978-3-8430-9595-2)
- Ninive, Roman, Leipzig 1896 Digitalisat (Neuauflage 2015, ISBN 978-3-8430-9591-4)
- Vom Weibe – Charakterzeichnungen, Berlin 1896 Digitalisat (Neuauflage 2017, ISBN 978-3-7437-2142-5)
- Der Schleifstein – ein Lebensbild, Leipzig 1896 Digitalisat
- Sonnenblumen, Anthologie, Hrsg. Karl Henckell (enth. u. a. Texte von Maria Janitschek), Stuttgart 1896
- Gelandet, Leipzig 1897
- Kreuzfahrer, [Erzählungen], Leipzig 1897 Digitalisat (Neuauflage 2015, ISBN 978-3-8430-9597-6)
- Die Amazonenschlacht, Roman, Leipzig 1897 Digitalisat (Neuauflage 2015, ISBN 978-3-8430-9593-8)
- Ueberm Thal in: Nord und Süd – Eine deutsche Monatsschrift, Hrsg. Paul Lindau, Breslau 1898, Bd. 84
- Frauenkraft Novellen, Berlin 1900 (Neuauflage 2015, ISBN 978-3-8430-9599-0)
- Aus alten Zeiten, Gedichte, Leipzig 1900 Digitalisat
- Vom Weibe – Charakterzeichnungen, Berlin 1901
- Auf weiten Flügeln, Novellen, Leipzig 1902
- Die neue Eva, Novellen, Leipzig/Berlin 1902 Digitalisat (Neuauflage 2015, ISBN 978-3-8430-9601-0)
- Maiblumen, (Aus Aproditens Garten #1), Leipzig 1902
- Feuerlilie, (Aus Aproditens Garten #2), Leipzig 1902
- Pfingstsonne, Novelle, Breslau 1903
- Mimikry – Ein Stück modernes Leben, Roman, Leipzig 1903 Digitalisat (Neuauflage 2017, ISBN 978-3-7437-2245-3)
- Esclarmonde – Ihr Lieben und Leiden, Stuttgart 1906 Digitalisat
- Eine Liebesnacht, Roman, ? 1908
- Gesammelte Gedichte, München 1910 (Digitalisat)
- Lustige Ehen – eine Geschichte, in der sich alle kriegen, Leipzig 1910
- Olympier überm Tal, Zwei Novellen, (Deutsche Volkskultur in Wort, Bild und Klang #5) Berlin ca. 1910
- Die Sterne des Herrn Ezelin, Roman, Leipzig 1915
- Der rote Teufel, Roman, Leipzig 1916
- Wildes Blut, Berlin 1916
- Im Finstern, Roman, Leipzig ca. 1920
- Kinder der Puszta, Roman, ? 1920
- Saat und Ernte – Die deutsche Lyrik um 1925, in Selbstauswahlen der Dichter und Dichterinnen (u. a. Maria Janitschek), mit kurzen Eigenbiographien und Angabe ihrer Werke, Hrsg. Albert Sergel, Berlin/Wien 1924